# Kościół św. Filipa i św. Jakuba w Sękowej
Kościół św. Filipa i św. Jakuba – drewniany kościół filialny w Sękowej pod wezwaniem św. Filipa i św. Jakuba w stylu gotyckim sakralnego budownictwa drewnianego, znajdujący się wraz z innymi drewnianymi kościołami południowej Małopolski na liście światowego dziedzictwa UNESCO. Ze względu na swoją historię oraz specyficzny wygląd często nazywany Perłą Beskidu Niskiego.
Wzniesiony na początku XVI wieku (ok. 1520 r., najpóźniej w 1522), należy do najpiękniejszych polskich zabytków drewnianych, do 1914 roku uważany był za najpiękniejszy drewniany kościół w Małopolsce.

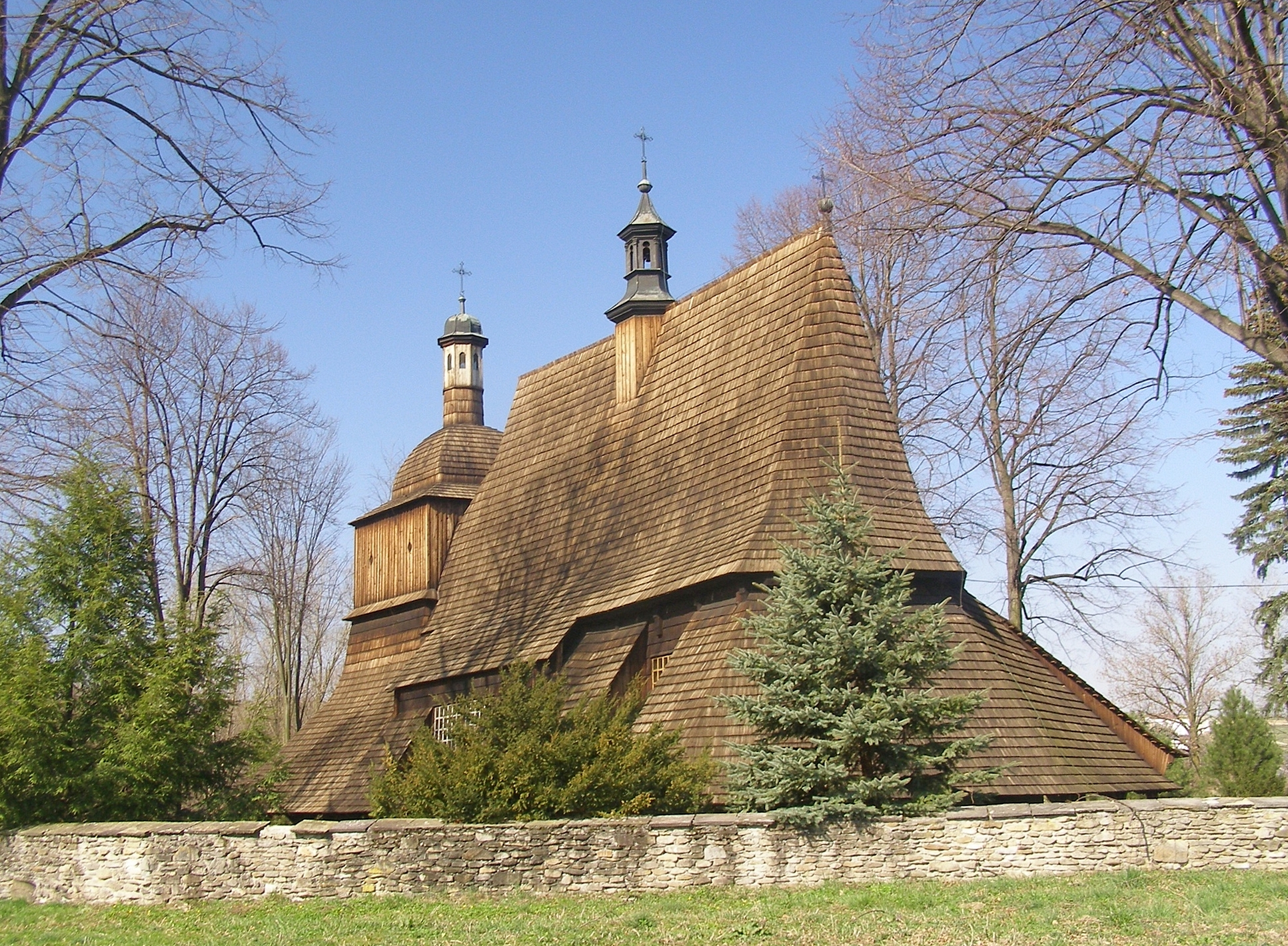
Widok od strony poł.-wsch.
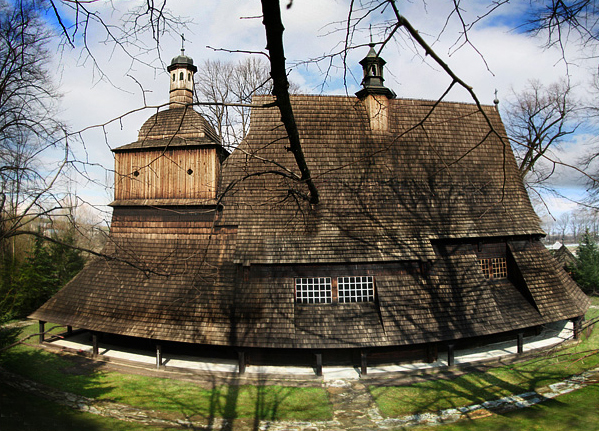
Elewacja południowa
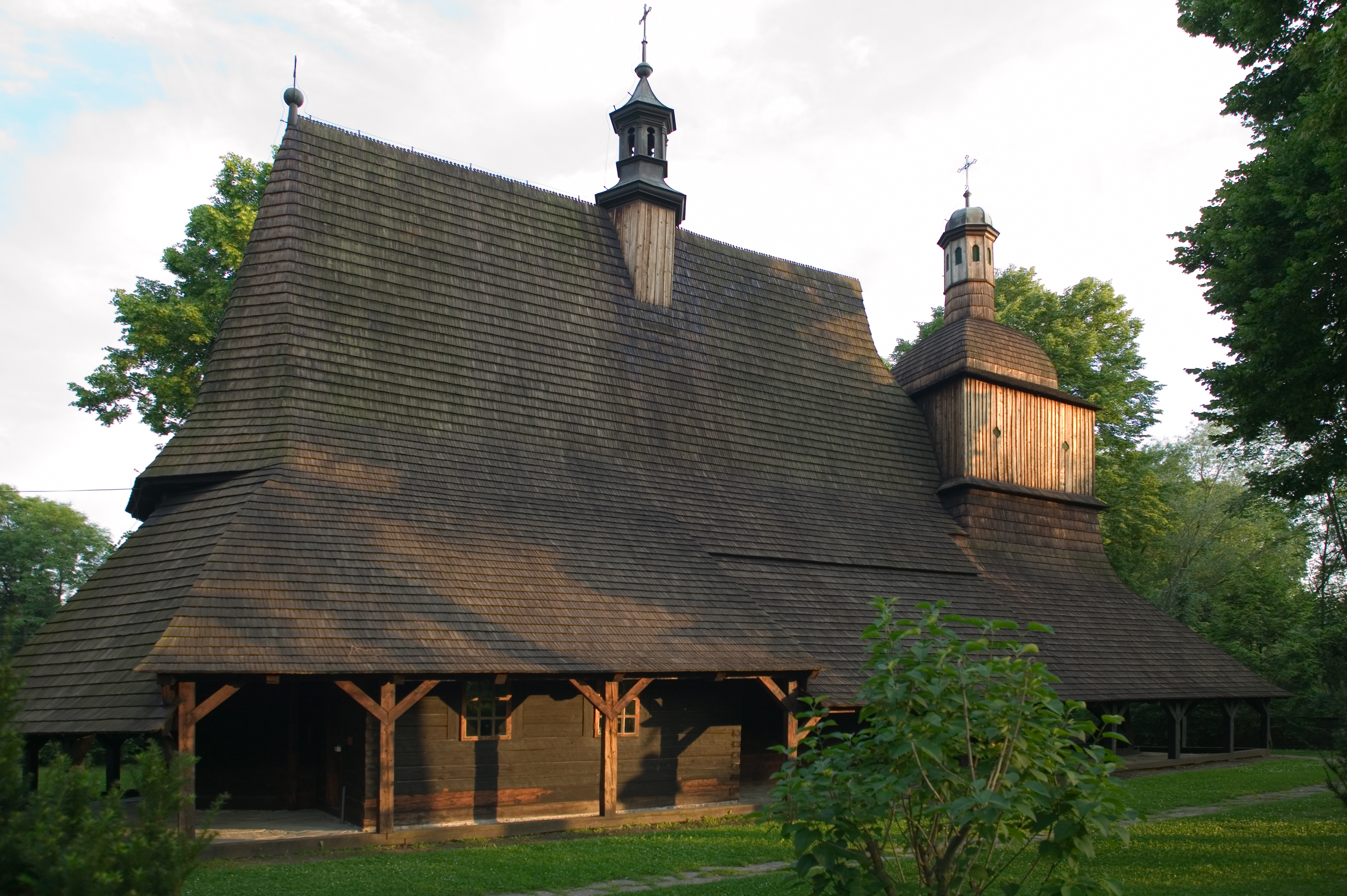
Od północy

Jednonawowy z trójbocznie zamkniętym prezbiterium, konstrukcji zrębowej, na fundamencie z kamienia łamanego. Ściany z ręcznie ciosanych, modrzewiowych bali pokryte są w całości gontem. Węższe prezbiterium i szerszą nawę nakrywa wspólny stromy dach jednokalenicowy o więźbie storczykowej. W XVII w. dostawiono wieżę o konstrukcji słupowo – ramowej z pozorną, oszalowaną izbicą nakrytą kopulastym hełmem, otwarta w przyziemiu i rozłożyste soboty – otwarte wsparte na słupach nadające świątyni zindywidualizowany charakter oraz wieloboczna wieżyczka na sygnaturkę, z latarnią, nakryta ostrosłupowym, blaszanym hełmem. Całość pokryto wyniosłym dachem o miękkich płaszczyznach. W 1819 przebudowano zakrystię i chór muzyczny, przed 1888 pokryty polichromią o motywach neogotyckich. Wnętrze nakrywają stropy płaskie w nawie z zakrzywieniami, otwór w ścianie tęczowej prostokątny, a w nim profilowana belką tęczowa z drewnianym krucyfiksem z XVI w. Nawę od południa i prezbiterium południa i północy doświetlają zdwojone okna. Posiada trzy wejścia: do nawy od zachodu i południa oraz z zakrystii. Portal od strony zachodniej jest zwieńczony łukiem trójlistnym w ośli grzbiet.

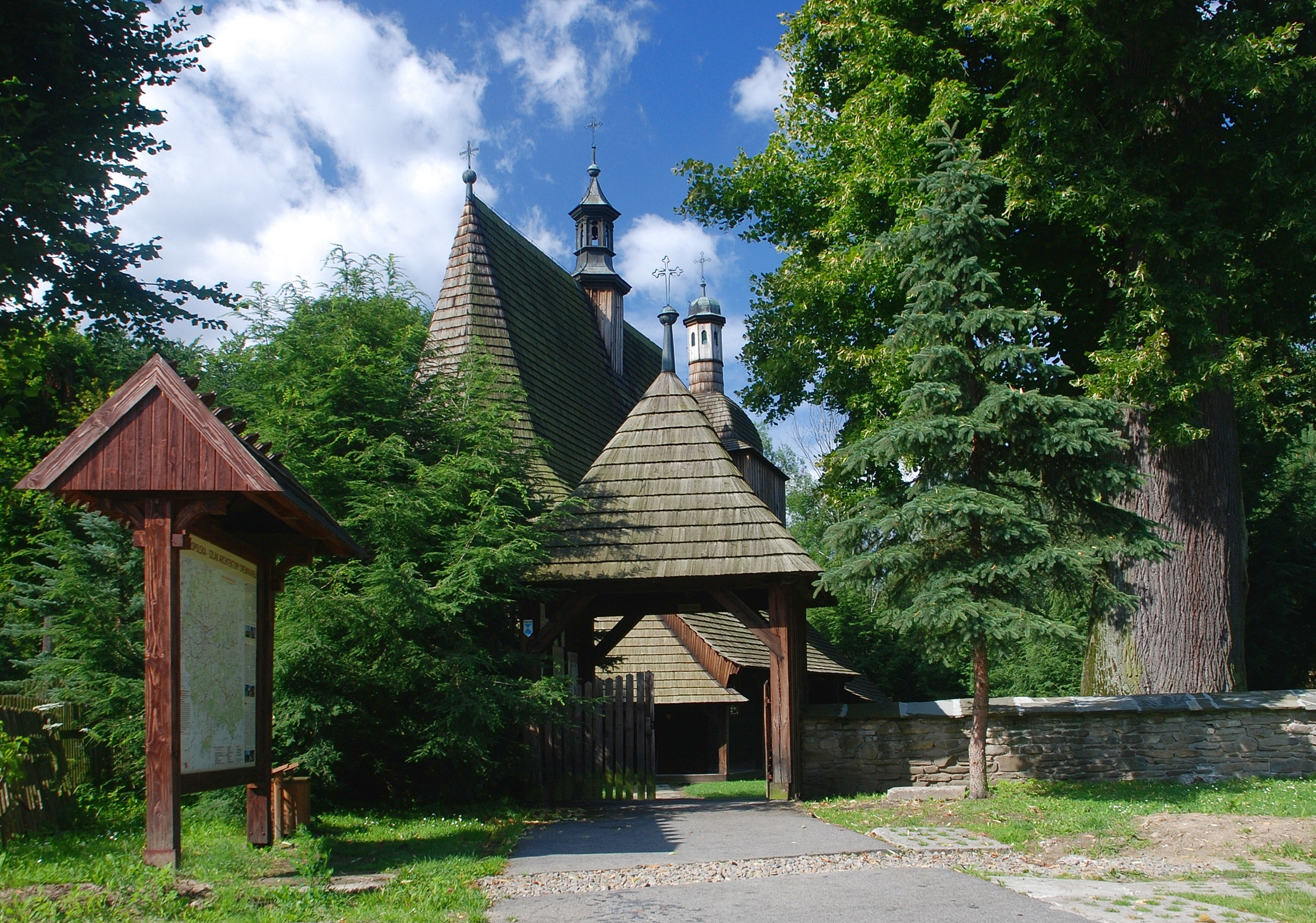
Wejście
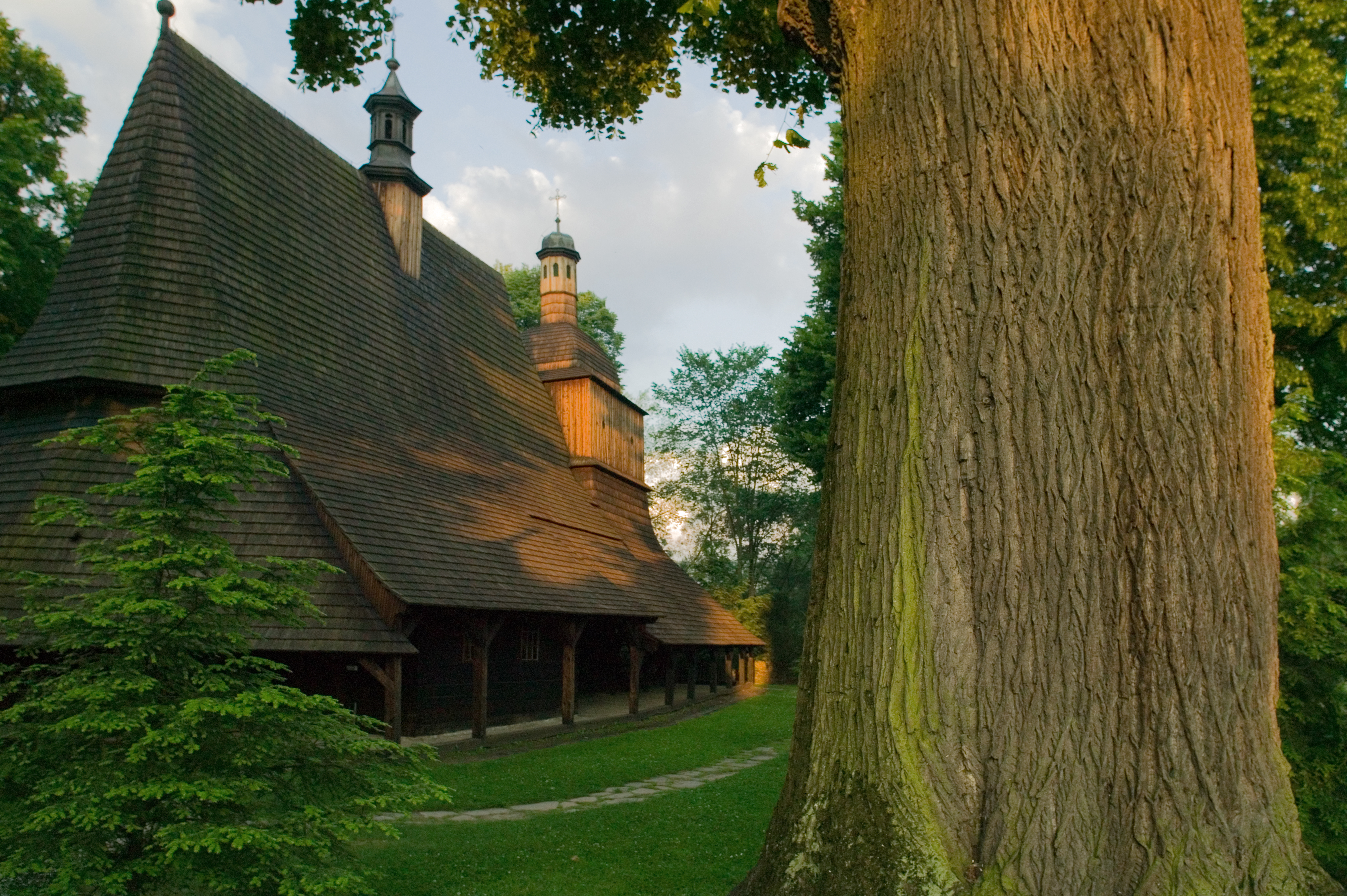
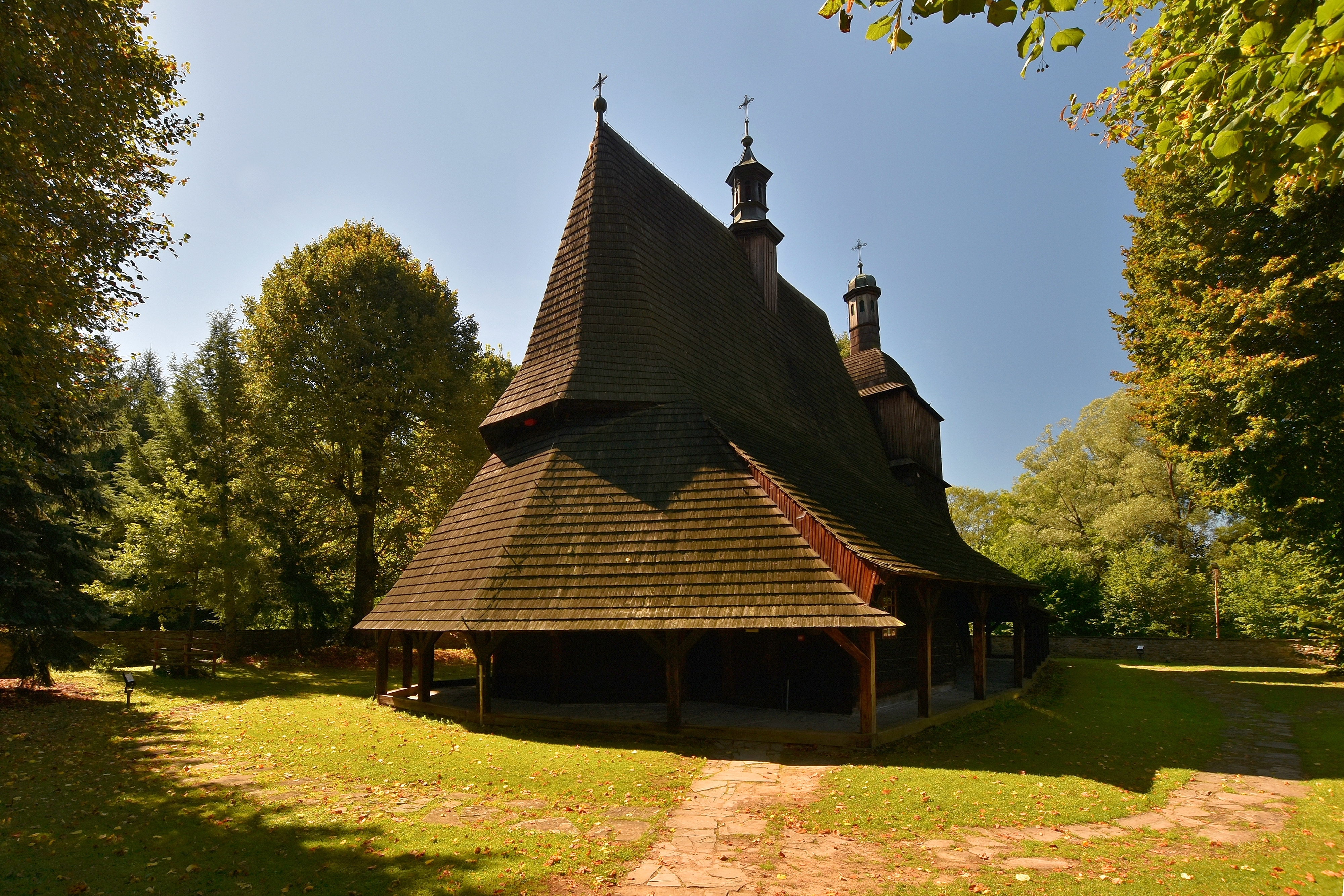
Elewacja wschodnia

Wyposażenie wnętrza dość ubogie, ponieważ kościół został poważnie zdewastowany podczas działań wojennych na przełomie 1914/1915 roku, w trakcie zaciętych walk bitwy pod Gorlicami (drewniany materiał posłużył na budowę okopów i na opał). Po zakończeniu działań wojennych kościół został poddany rekonstrukcji już w 1918 roku, a następnie w II połowie XX w.
We wnętrzu na uwagę zasługują:
- późnorenesansowy, polichromowany ołtarz główny z XVII w.,
- kamienna, późnogotycka chrzcielnica o kształcie kielichowym z 1522 r.,
- niewielkie fragmenty polichromii z XIX w.,
- trzy portale późnogotyckie,
- ludowo-barokowe obrazy Drogi Krzyżowej z XVII w.,
- dwa feretrony z XVIII w.,
- ołtarze boczne wzorowane na renesansowych (współczesne, II połowa XX w.)

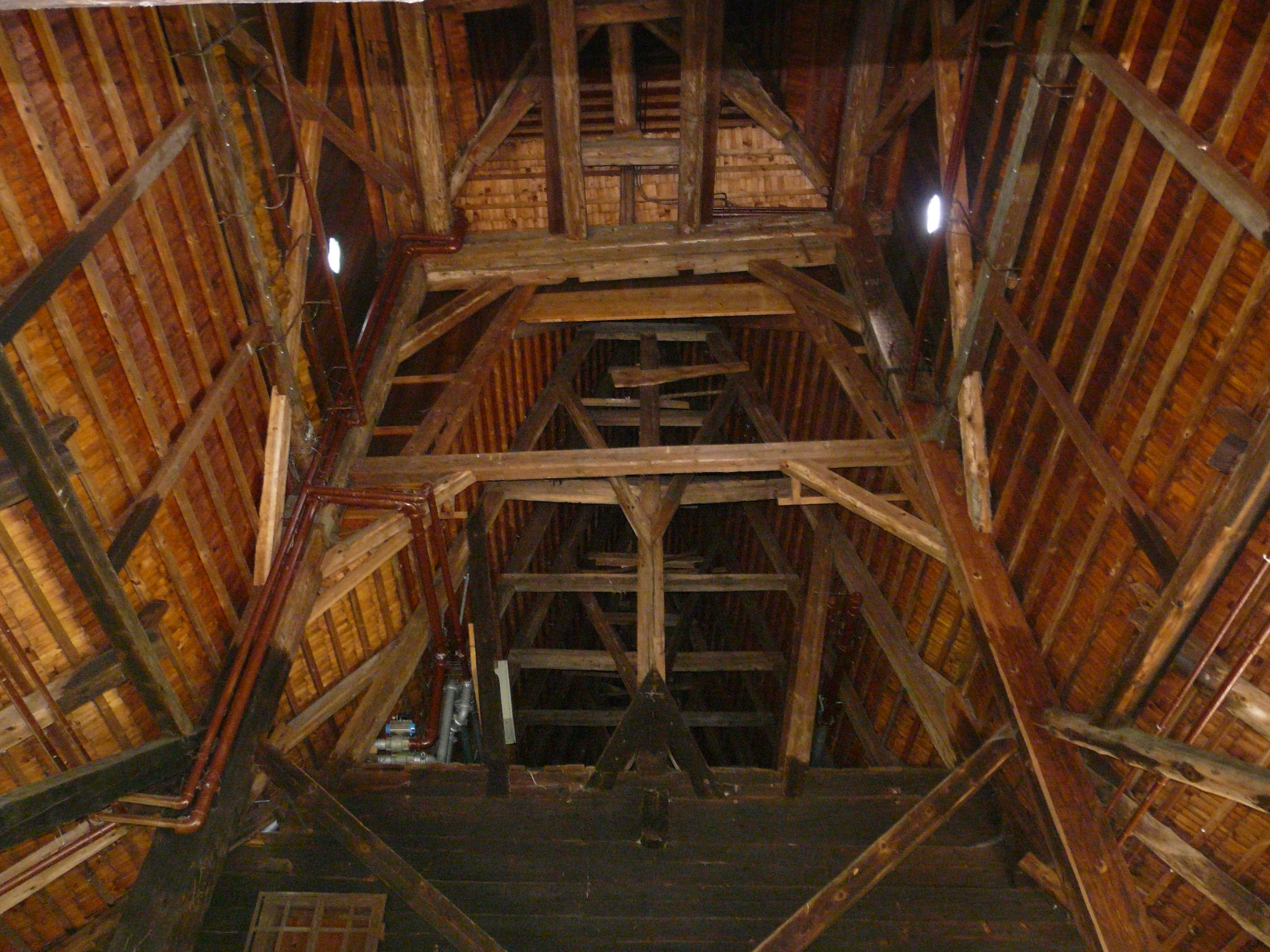
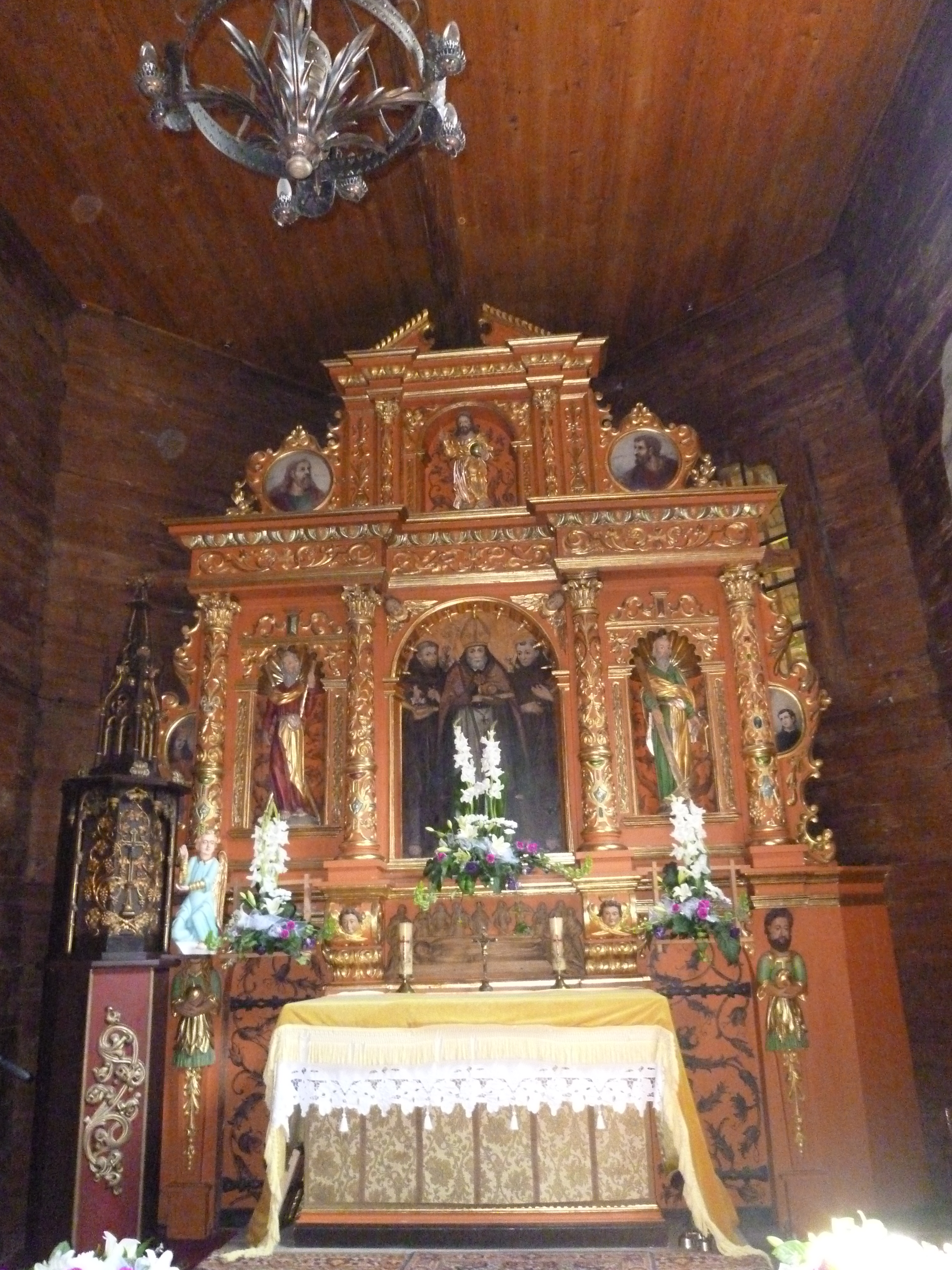
Wnętrze
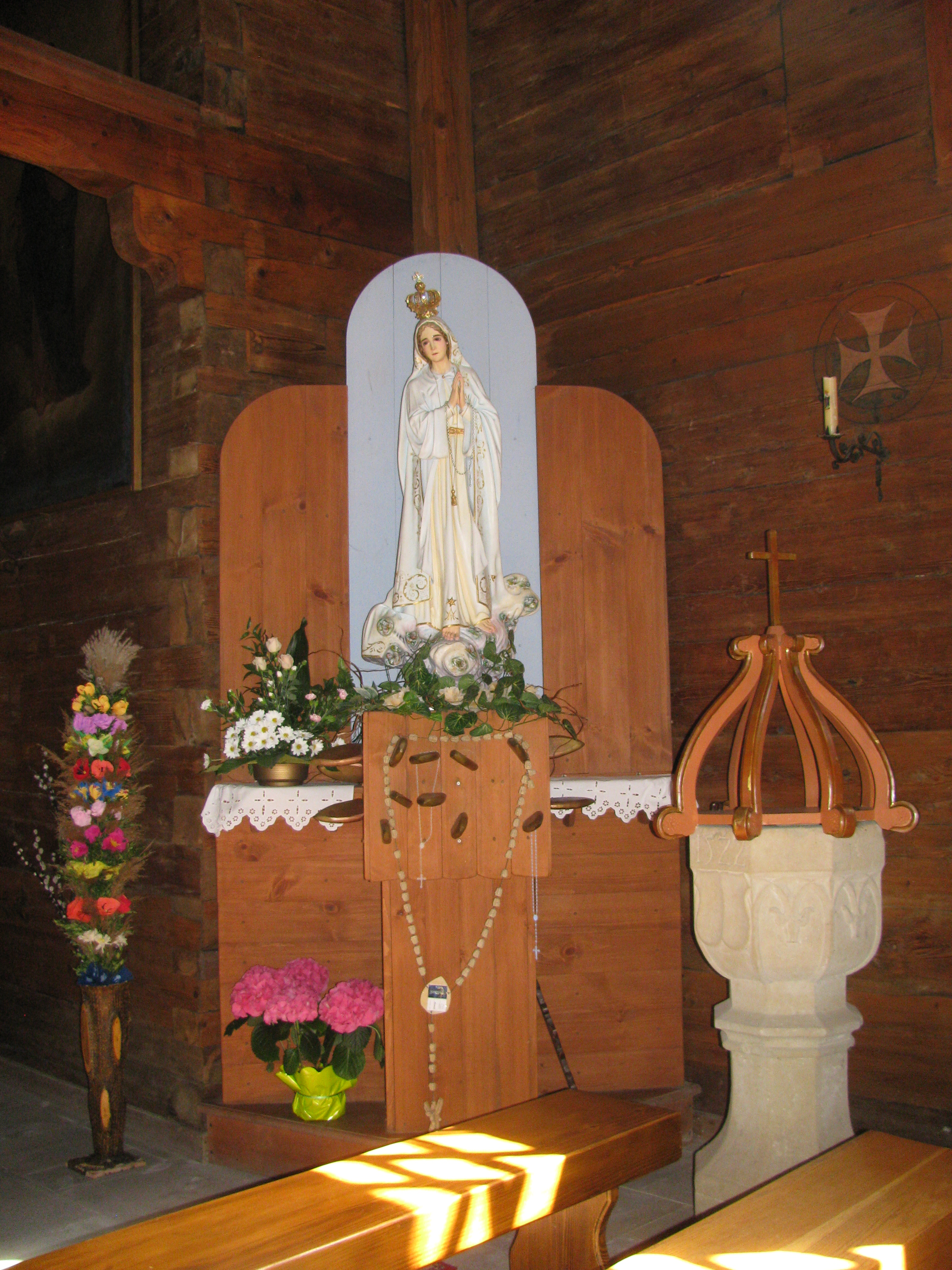
Chrzcielnica

Obiekt wyróżniony w medalem Europa Nostra w 1994 roku za wzorcowo prowadzone prace konserwatorskie oraz nagrodą im. Brata Alberta i nagrodą Ministra Kultury i Sztuki PRL.
Kościół został wpisany na listę światowego dziedzictwa UNESCO w 2003.
Znajduje się na szlaku architektury drewnianej województwa małopolskiego.
Uzasadnieniem wpisu na Listę Światowego Dziedzictwa UNESCO były wyjątkowe walory estetyczne, architektoniczne i krajobrazowe. Kościół niezwykle popularny wśród malarzy XIX w. i I poł. XX w. (bogata ikonografia, malowali go m.in. Stanisław Wyspiański, Józef Mehoffer, Teodor Axentowicz, Włodzimierz Tetmajer, Jan Sas Zubrzycki i Kazimierz Skórewicz).
5 marca 1974 roku Poczta Polska wydała znaczek przedstawiający kościół w Sękowej o nominale 1,50 zł, w ramach serii o polskim budownictwie ludowym. Autorem całości był Franciszek Winiarski.